# Ignacy Dudojć
Ignacy Józef Dudojć (ur. 13 września 1950 w Kęsowie, zm. 20 kwietnia 1999 w Toruniu) – polski inżynier i urzędnik państwowy, działacz opozycji w okresie PRL.

## Życiorys
W 1973 ukończył studia na Wydziale Elektroniki Politechniki Gdańskiej. Przez kilkanaście lat pracował w toruńskich przedsiębiorstwach przemysłu chemicznego, pod koniec lat 80. prowadził prywatną firmę komputerową.
W 1980 wstąpił do „Solidarności”, wszedł w skład komitetu założycielskiego w TPC Merinotex, a następnie został członkiem zarządu regionu związku. W stanie wojennym internowano go na okres od lipca do grudnia 1982. Po zwolnieniu działał w podziemnych strukturach NSZZ „S”, był m.in. wiceprzewodniczącym Regionalnej Komisji Wykonawczej, zajmował się drukiem i kolportażem wydawnictw drugiego obiegu.
W 1989 współtworzył Komitet Obywatelski „Solidarność” w Toruniu. W rządzie Jana Krzysztofa Bieleckiego pełnił funkcję podsekretarza stanu w Urzędzie Rady Ministrów. Później w dalszym ciągu pracował w administracji rządowej jako dyrektor Kancelarii Sejmu, szef zespołu doradców i sekretarz komisji obrony w Ministerstwie Obrony Narodowej. Od 1998 do 1999 był podsekretarzem stanu w Kancelarii Prezesa Rady Ministrów.
Pochowany na Centralnym Cmentarzu Komunalnym w Toruniu.

## Odznaczenia
W 2015 został odznaczony Krzyżem Wolności i Solidarności.